# أوليفر ميلر
أوليفر ميلر (بالإنجليزية: Oliver Miller)‏ مواليد 6 أبريل 1970 في فورت وورث، هو لاعب كرة سلة أمريكي سابق بدأ مسيرته الاحترافية في سنة 1992. اختير من قبل فريق فينيكس صنز خلال الدرافت. بلغ طوله 6 قدم 9 بوصة (2.1 م). اعتزل اللعب في 2010. أحرز خلال مسيرته في الإن بي إيه 3625 نقطة بمعدل 7.4 نقاط في المباراة الواحدة.

## المسيرة الاحترافية
لعب مع فينيكس صنز من سنة 1992 إلى 1994، ثم لعب مع ديترويت بيستونز في موسم 1994–1995، ثم لعب مع تورونتو رابتورز في موسم 1995–1996، ثم لعب مع دالاس مافيريكس في موسم 1996–1997، ثم لعب مع تورونتو رابتورز من سنة 1996 إلى 1998، ثم لعب مع سكرامنتو كينغز في سنة 1999، ثم لعب مع فينيكس صنز في موسم 1999–2000.

## روابط خارجية
- أوليفر ميلر على موقع إن بي أي (الإنجليزية)
- أوليفر ميلر على موقع سبورتس رفرنس (الإنجليزية)
- أوليفر ميلر على موقع كرة السلة الأوروبية.كوم (الإنجليزية)
- أوليفر ميلر على موقع كلية كرة السلة في سبورتس رفرنس.كوم (الإنجليزية)
- أوليفر ميلر على موقع ريلجم (الإنجليزية)
- أوليفر ميلر على موقع بروبوليرز (الإنجليزية)